# 宜昌木姜子
宜昌木姜子（学名：Litsea ichangensis）为樟科木姜子属下的一个种。